# Vegavis iaai
Vegavis iaai es una especie extinta de aves anseriformes de la familia Vegaviidae y único miembro conocido del género Vegavis, que vivió durante el Cretácico Superior (estadio Maastrichtiense) de la Antártida, hace unos 65 millones de años. Pertenece al clado Anseriformes. Entre las aves modernas, Vegavis está más relacionado con la familia Anatidae (patos y gansos) pero no se considera que sea un ancestro directo de esta.
El descubrimiento de la especie tipo, Vegavis iaai, demuestra que los mayores grupos de aves actualmente vivientes se habían ya diversificado en el Cretácico. Esto apoya la inferencia filogenética de los paleornitólogos. Esta ha sido aclamada como la primera prueba material definitiva de que los representantes de algunos grupos de aves modernas vivían ya en el Mesozoico.
El espécimen fósil de Vegavis se guarda en el Museo de La Plata, Argentina. El espécimen, catalogado como MLP 93-I-3-1, fue encontrado en depósitos del Cabo Lamb de la Isla Vega, Antártica, en 1992, pero solo fue descrito como una nueva especie en 2005 porque consiste de restos muy delicados de un ave embebida en una concreción, la cual debía ser preparada meticulosamente para su estudio. Se utilizaron escaneos de tomografía axial computarizada (TAC) para ganar en claridad de imagen de la estructura ósea sin correr peligro de dañar o destruir los huesos.
El nombre del género, Vegavis, es una combinación del nombre de la Isla Vega y "avis", la palabra latina para ave. El nombre específico iaai, es por las siglas del Instituto Antártico Argentino, que dirige las expediciones científicas argentinas a la Antártica.